# Aloe labworana
Aloe labworana är en grästrädsväxtart som först beskrevs av Gilbert Westacott Reynolds, och fick sitt nu gällande namn av Susan Carter. Aloe labworana ingår i släktet Aloe och familjen grästrädsväxter. Inga underarter finns listade i Catalogue of Life.